# Кордова (Іллінойс)
Кордова (англ. Cordova) — селище (англ. village) в США, в окрузі Рок-Айленд штату Іллінойс. Населення — 671 особа (2020).

## Географія
Кордова розташована за координатами 41°40′37″ пн. ш. 90°19′15″ зх. д. / 41.67694° пн. ш. 90.32083° зх. д. (41.677027, -90.320864).  За даними Бюро перепису населення США в 2010 році селище мало площу 1,55 км², з яких 1,55 км² — суходіл та 0,00 км² — водойми.

## Демографія
Згідно з переписом 2010 року, у селищі мешкали 672 особи в 278 домогосподарствах у складі 184 родин. Густота населення становила 434 особи/км².  Було 301 помешкання (194/км²).
Расовий склад населення:
| - 96,4 % — білих - 1,0 % — чорних або афроамериканців - 0,7 % — азіатів |

До двох чи більше рас належало 1,0 %. Частка іспаномовних становила 1,8 % від усіх жителів.
За віковим діапазоном населення розподілялося таким чином: 21,6 % — особи молодші 18 років, 61,3 % — особи у віці 18—64 років, 17,1 % — особи у віці 65 років та старші. Медіана віку мешканця становила 44,9 року. На 100 осіб жіночої статі у селищі припадало 123,3 чоловіків;  на 100 жінок у віці від 18 років та старших — 107,5 чоловіків також старших 18 років.
Середній дохід на одне домашнє господарство  становив 69 405 доларів США (медіана — 65 815), а середній дохід на одну сім'ю — 76 203 долари (медіана — 68 438). За межею бідності перебувало 8,7 % осіб, у тому числі 14,0 % дітей у віці до 18 років та 4,3 % осіб у віці 65 років та старших.
Цивільне працевлаштоване населення становило 347 осіб. Основні галузі зайнятості: освіта, охорона здоров'я та соціальна допомога — 19,6 %, виробництво — 12,7 %, роздрібна торгівля — 10,1 %, науковці, спеціалісти, менеджери — 9,5 %.